# 케이프타운
케이프타운(영어: Cape Town)은 남아프리카 공화국의 입법 수도이다. 아프리칸스어로는 카앞스탇(Kaapstad), 이카파(iKapa) 라고 부른다. 이 도시의 배후에는 테이블 산이 있으며, 부근에 희망봉이 있다.
수에즈 운하가 개통되기 전에는 유럽에서 아시아로 가는 항로의 주요 거점이었다. 요하네스버그에 이어 이 나라에서 두 번째로 큰 대도시권을 형성하고 있다. 도시자체로는 프리토리아, 더반에 밀려 네 번째로 인구가 많다. City of Cape Town Metropolitan Municipality의 구성원으로 도시의 인구는 메트로(해당지자체) 기준 약 374만(2011년)이며 면적은 2,445km2이다. 백인의 비율은 약 35%이다. 도시 자체 인구는 433,688명이고 면적은 400.28km2이다.

## 개요

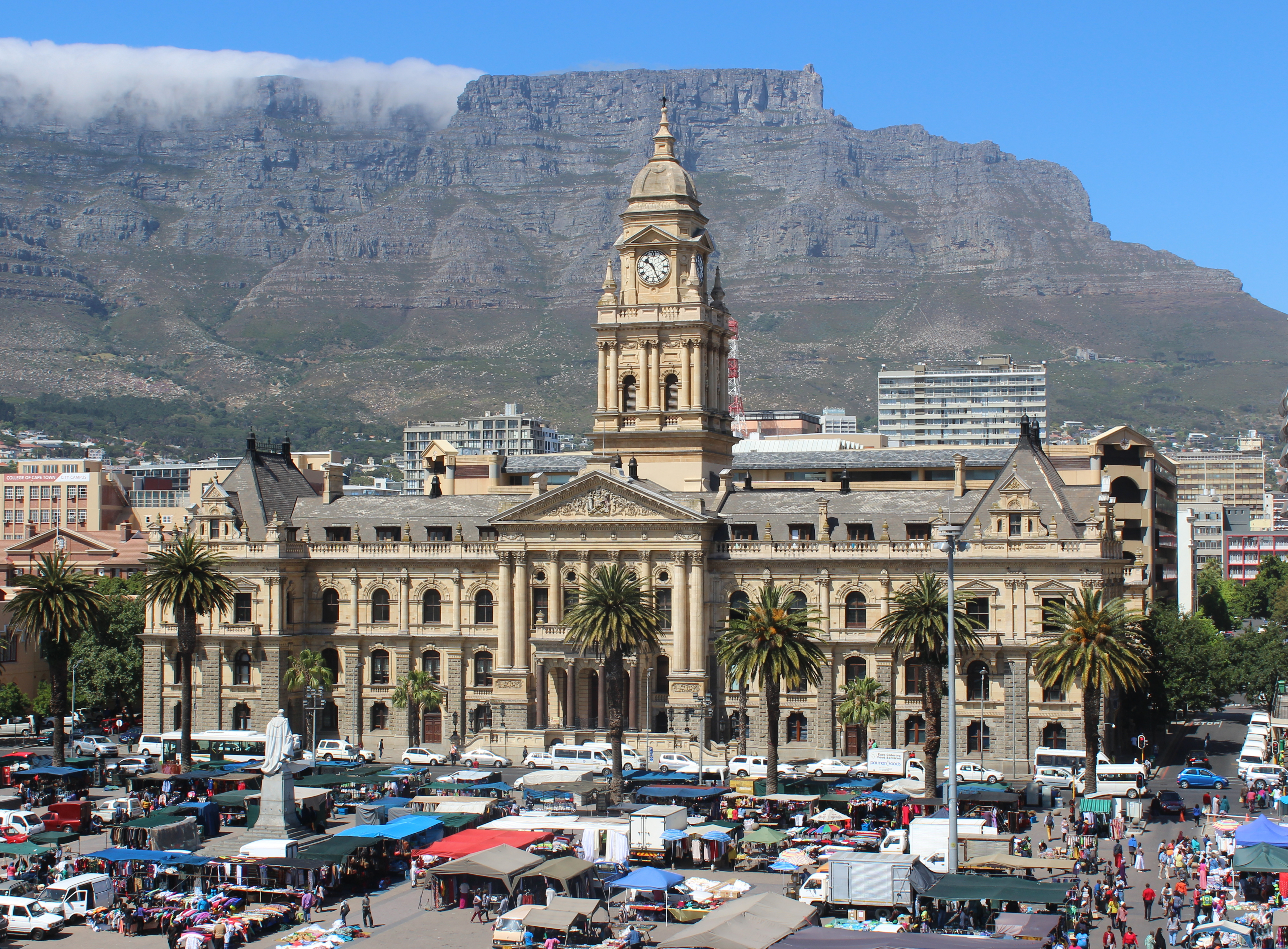
케이프타운 시청

테이블 베이에 접한 이 도시는 그 항구로 유명하며, 세계적으로 유명한 테이블 마운틴과 희망봉 등을 포함한 케이프 플로럴 킹덤에 속한다. 케이프타운은 남아프리카 공화국 여행자에게 가장 인기 있는 여행지이기도 하다. 케이프타운은 원래 아프리카 동부, 인도, 동아시아 무역에 종사하는 네덜란드 선박의 식량 기지로 건설되었으며, 그것은 수에즈 운하가 1869년에 건설되는 200년 이상 지속되었다. 얀 반 리베크가 1652년 4월 6일 도착하여 남아공 최초의 유럽 식민지를 개척한 후 케이프타운은 빠르게 성장하는 유럽 최초의 전초 기지가 되었다. 요하네스버그와 더반이 발전하기 전까지는 남아프리카 공화국 최대의 도시였다.
2001년 남아프리카 공화국의 인구 조사에 의하면, 케이프타운은 295만 명의 인구를 가지고 있고, 면적은 2499km2로 다른 도시보다 크다. 따라서 인구 밀도는 상대적으로 낮아 1 km2 당 1158 명이다. 케이프타운은 프랑스의 니스와 이스라엘의 하이파와 자매 도시를 맺고 있다.

## 역사

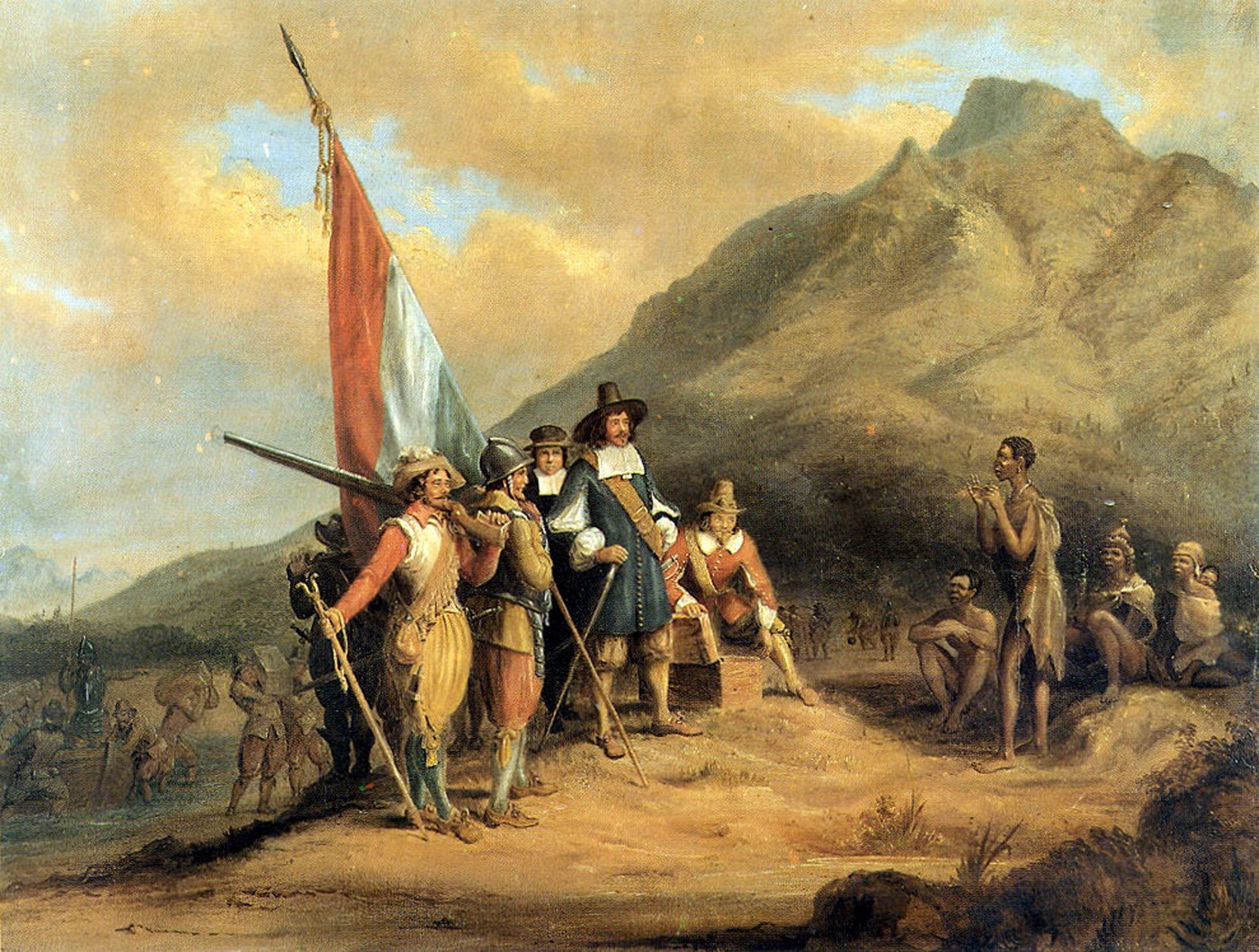
얀 반 리베크의 도착(찰스 벨)

1652년 네덜란드의 동인도 회사가 아시아로 항해하는 선박의 보급 기지로 아프리카 대륙 남부에 식민지를 시작했던 케이프 식민지에서 유래한다. 이 케이프 식민지에서 실론을 통해 동남아시아로 항해 했기 때문에 전략적으로 중요한 위치에 있었다. 1815년, 비엔나 의정서에 의해 영국 영토로 되어 1854년에 케이프 식민지 의회가 세워졌다. 1910년에는 영국자치령(남아 연방)이 되었고, 이 땅에 남아프리카 연방 의회가 있었다. 인종차별 폐지 운동의 중심 인물이며, 1994년에 흑인 최초의 남아프리카 공화국 대통령이 된 넬슨 만델라는 이 지역(로벤섬)에 유폐되어 있었다.

## 지리

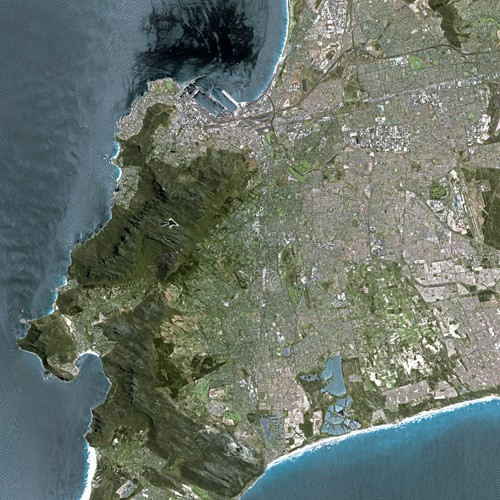
인공위성에서 본 케이프타운

케이프타운 센터는 케이프반도의 북쪽 가장 자리에 위치한다. 시가지 뒤에 장엄하게 자리잡고 있는 테이블 마운틴은 1000m 이상의 높이를 가지고 있고, 거의 수직 절벽으로 둘러 쌓여있다. 이 산에 이따금 얇은 구름이 걸리면, 그 모습이 "테이블"처럼 생겼기 때문에 그 이름의 유래가 되었다. 이 반도를 관통하는 산맥이 대서양에서 남쪽으로 튀어나와 희망봉이 되었다. 케이프타운 안에 있는 300m를 넘는 봉우리는 70개이다. 케이프타운의 많은 교외 주택 지구와 본토를 연결하는 케이프 평원이 있다. 케이프 평원은 해저가 융기하여 생긴 육지이며, 모래가 많은 지질이다. 테이블 마운틴은 한때 섬이었다고 한다.

## 기후
케이프 반도는 지중해성 기후이며 뚜렷한 계절이 있다. 5월부터 9월까지 계속되는 겨울은 대서양에서 한랭전선이 강한 비를 동반하여 북서풍을 몰아친다. 겨울은 춥고, 평균 최저 기온은 섭씨 7 °C이며, 연간 강수량의 대부분은 겨울에 집중되어 있지만, 산악의 지형에 따라 특정 부분의 총 강수량은 크게 변한다. 시 남쪽 뉴랜드 교외는 남아프리카 공화국에서 가장 강수량이 많다. 계곡 부와 해안부의 연평균 강수량은 515mm인데 반해 산속은 1,500mm 나 된다. 10월부터 3월까지 계속되는 여름은 덥고 건조하다. 반도는 동남에서 강풍이 자주 불어온다. 이것은 오염을 밀어내고, 공기를 깨끗하게 하기 때문에 〈케이프 닥터〉라고도 부른다. 이 동남풍은 남대서양에서 케이프타운의 서쪽에 물러나 있는 남대서양 고기압에 의한 것이다. 여름 기온은 온화하고, 평균 최고 기온은27 °C이다.
| 케이프타운 (케이프타운 국제공항, 1991년~2020년)의 기후                          | 케이프타운 (케이프타운 국제공항, 1991년~2020년)의 기후 | 케이프타운 (케이프타운 국제공항, 1991년~2020년)의 기후 | 케이프타운 (케이프타운 국제공항, 1991년~2020년)의 기후 | 케이프타운 (케이프타운 국제공항, 1991년~2020년)의 기후 | 케이프타운 (케이프타운 국제공항, 1991년~2020년)의 기후 | 케이프타운 (케이프타운 국제공항, 1991년~2020년)의 기후 | 케이프타운 (케이프타운 국제공항, 1991년~2020년)의 기후 | 케이프타운 (케이프타운 국제공항, 1991년~2020년)의 기후 | 케이프타운 (케이프타운 국제공항, 1991년~2020년)의 기후 | 케이프타운 (케이프타운 국제공항, 1991년~2020년)의 기후 | 케이프타운 (케이프타운 국제공항, 1991년~2020년)의 기후 | 케이프타운 (케이프타운 국제공항, 1991년~2020년)의 기후 | 케이프타운 (케이프타운 국제공항, 1991년~2020년)의 기후 |
| 월                                                                              | 1월                                                    | 2월                                                    | 3월                                                    | 4월                                                    | 5월                                                    | 6월                                                    | 7월                                                    | 8월                                                    | 9월                                                    | 10월                                                   | 11월                                                   | 12월                                                   | 연간                                                   |
| ------------------------------------------------------------------------------- | ------------------------------------------------------ | ------------------------------------------------------ | ------------------------------------------------------ | ------------------------------------------------------ | ------------------------------------------------------ | ------------------------------------------------------ | ------------------------------------------------------ | ------------------------------------------------------ | ------------------------------------------------------ | ------------------------------------------------------ | ------------------------------------------------------ | ------------------------------------------------------ | ------------------------------------------------------ |
| 역대 최고 기온 °C (°F)                                                          | 45.2 (113.4)                                           | 38.3 (100.9)                                           | 43.0 (109.4)                                           | 38.6 (101.5)                                           | 33.5 (92.3)                                            | 29.8 (85.6)                                            | 29.0 (84.2)                                            | 32.0 (89.6)                                            | 33.1 (91.6)                                            | 37.2 (99.0)                                            | 39.9 (103.8)                                           | 41.4 (106.5)                                           | 45.2 (113.4)                                           |
| 일평균 최고 기온 °C (°F)                                                        | 27.0 (80.6)                                            | 27.3 (81.1)                                            | 26.0 (78.8)                                            | 23.6 (74.5)                                            | 20.6 (69.1)                                            | 18.2 (64.8)                                            | 17.9 (64.2)                                            | 18.0 (64.4)                                            | 19.6 (67.3)                                            | 22.2 (72.0)                                            | 23.7 (74.7)                                            | 25.8 (78.4)                                            | 22.5 (72.5)                                            |
| 일일 평균 기온 °C (°F)                                                          | 21.8 (71.2)                                            | 21.9 (71.4)                                            | 20.5 (68.9)                                            | 17.9 (64.2)                                            | 15.4 (59.7)                                            | 13.2 (55.8)                                            | 12.7 (54.9)                                            | 13.0 (55.4)                                            | 14.5 (58.1)                                            | 16.9 (62.4)                                            | 18.6 (65.5)                                            | 20.7 (69.3)                                            | 17.3 (63.1)                                            |
| 일평균 최저 기온 °C (°F)                                                        | 16.6 (61.9)                                            | 16.5 (61.7)                                            | 15.0 (59.0)                                            | 12.2 (54.0)                                            | 10.2 (50.4)                                            | 8.1 (46.6)                                             | 7.4 (45.3)                                             | 7.9 (46.2)                                             | 9.4 (48.9)                                             | 11.5 (52.7)                                            | 13.4 (56.1)                                            | 15.6 (60.1)                                            | 12.0 (53.6)                                            |
| 역대 최저 기온 °C (°F)                                                          | 7.4 (45.3)                                             | 6.4 (43.5)                                             | 4.6 (40.3)                                             | 2.4 (36.3)                                             | 0.9 (33.6)                                             | −1.2 (29.8)                                            | −1.3 (29.7)                                            | −0.4 (31.3)                                            | 0.2 (32.4)                                             | 1.0 (33.8)                                             | 3.9 (39.0)                                             | 6.2 (43.2)                                             | −1.3 (29.7)                                            |
| 평균 강수량 mm (인치)                                                           | 9.4 (0.37)                                             | 9.6 (0.38)                                             | 12.5 (0.49)                                            | 40.1 (1.58)                                            | 61.1 (2.41)                                            | 92.3 (3.63)                                            | 84.8 (3.34)                                            | 72.4 (2.85)                                            | 44.3 (1.74)                                            | 28.4 (1.12)                                            | 25.3 (1.00)                                            | 12.8 (0.50)                                            | 492.8 (19.40)                                          |
| 평균 강수일수 (≥ 0.1 mm)                                                        | 1.8                                                    | 1.8                                                    | 2.5                                                    | 5.0                                                    | 7.4                                                    | 10.1                                                   | 9.1                                                    | 9.3                                                    | 6.8                                                    | 4.2                                                    | 4.0                                                    | 2.6                                                    | 64.6                                                   |
| 평균 상대 습도 (%)                                                              | 71                                                     | 72                                                     | 74                                                     | 78                                                     | 81                                                     | 81                                                     | 81                                                     | 80                                                     | 77                                                     | 74                                                     | 71                                                     | 71                                                     | 76                                                     |
| 평균 월간 일조시간                                                              | 352.3                                                  | 304.0                                                  | 289.7                                                  | 240.1                                                  | 196.7                                                  | 175.9                                                  | 197.0                                                  | 206.2                                                  | 228.4                                                  | 283.5                                                  | 302.8                                                  | 338.4                                                  | 3,115                                                  |
| 출처: 미국 해양대기청 (상대습도: 1961년~1990년), 남아프리카 공화국 기상청, eNCA |                                                        |                                                        |                                                        |                                                        |                                                        |                                                        |                                                        |                                                        |                                                        |                                                        |                                                        |                                                        |                                                        |

## 인구

케이프타운의 인구밀도

2001년 남아프리카 공화국 인구조사에 의하면, 케이프타운의 인구는 2,893,251명이다. 공식 세대수 759,767 중 87.4%가 물 또는 화학 처리 화장실이 있고, 94.4%가 주 1회 이상의 자치 단체의 쓰레기 수거를 받으며, 80.1%의 세대가 주요 에너지원으로 전기를 사용하고있다. 16.1%의 가구가 독신이다.
인구의 48.13%를 유색인종이 차지하고 있으며, 이어 흑인이 31%, 백인이 18.75%, 아시아계가 1.43%이다. 24세 이하가 46.6%로 65 세 이상이 5%이고 중간이 26세. 100명의 여성에 대해 남성은 92.4명. 도시에 사는 19.4%가 실직하고, 실업자의 58.3%가 흑인, 38.1%가 유색인종, 3.1%가 백인, 0.5%가 아시아계이다.
케이프타운 거주자의 41.4 %가 집에서 말하는 언어는 아프리칸스어, 28.7%가 코사어, 27.9%가 영어, 0.7%가 소토어, 0.3%가 줄루어, 0.1%가 츠와나어, 0.7%가 다른 비공식 언어를 집에서 말하고 있다. 거주자의 76.6%가 기독교인이며, 10.7%가 무교, 9.7%가무슬림, 0.5 %가 유대교, 0.2%가 힌두교도, 2.3%가 다른 종교 또는 불특정 종교를 가지고 있다.

## 교통

### 항공

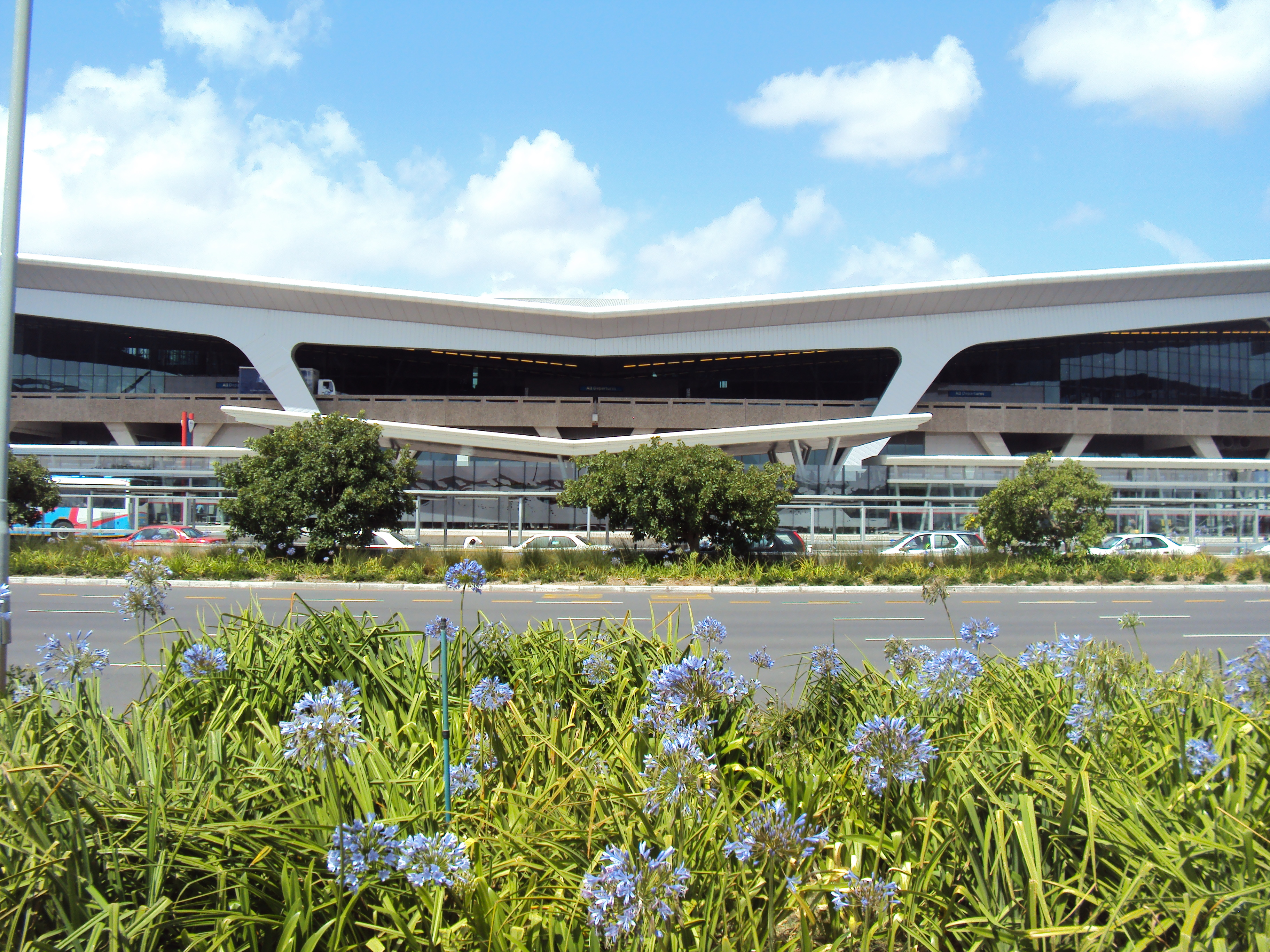
케이프타운 국제공항

케이프타운 국제공항은 국내선과 국제선을 모두 이용할 수 있다. 남아프리카 공화국에서 두 번째로 큰 공항으로 케이프 지역 여행객들의 주요 관문 역할을 하고 있다. 케이프타운은 많은 국제적인 목적지뿐만 아니라 남아프리카 대부분 도시들간의 직항로를 가지고 있다.
케이프타운 국제공항은 2010년 FIFA 월드컵에 이어 관광 수가 증가함에 따라 예상되는 항공 교통량 증가를 처리하기 위해 개발된 새로운 중앙 터미널 건물을 개장했다. 다른 개조 공사로는 여러개의 새로운 대형 주차장, 개조된 국내 출발 터미널, 새로운 간선급행버스체계 정류장, 그리고 새로운 double-decker 도로 시스템이 있다. 공항의 화물 시설도 확충되고 있으며, 큰 공터 여러 곳이 사무공간과 호텔로 개발되고 있다.
케이프타운 국제공항은 아프리카를 대표하는 공항으로 세계여행상을 수상했다.
케이프타운 국제공항은 중앙업무지구에서 18km 떨어진 곳에 위치해 있다.

### 해상

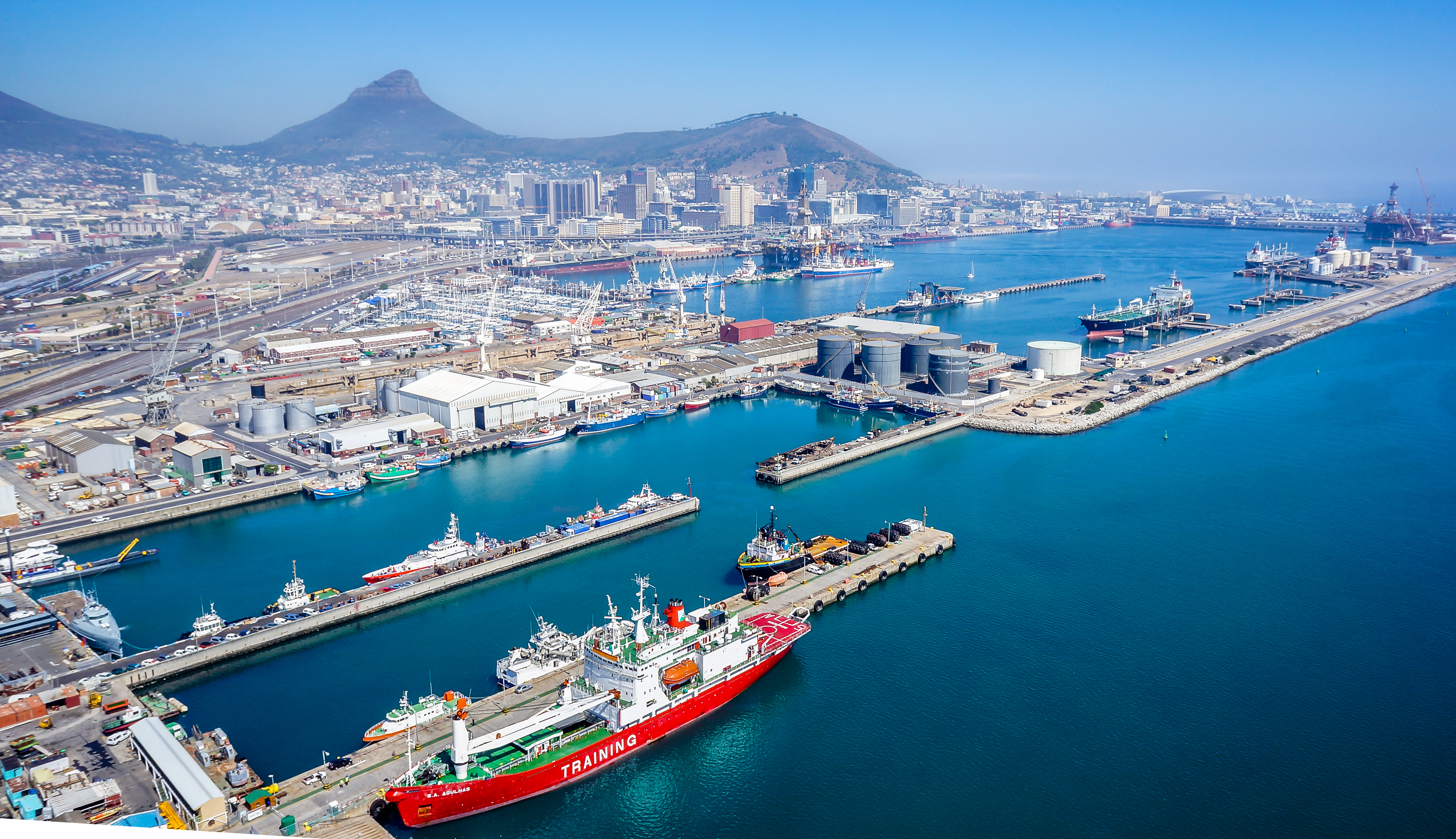
케이프타운항은 남아프리카의 주요 교통 수단이다. 화물 운송 외에도 선박 및 석유 굴착 장치의 주요 수리 장소로도 사용된다.

케이프타운은 항구도시로서 오랜 전통을 가지고 있다. 시의 주요 항구인 케이프타운항은 CBD의 북쪽에 있는 테이블만에 있다. 이 항구는 남대서양 선박들의 중심지로서, 세계에서 가장 붐비는 선박 통로를 따라 위치해 있다. 또한 더반 다음으로 남아공에서 두 번째로 분주한 컨테이너 항구다. 2004년에는 3,161척의 선박과 920만톤의 화물을 취급했다.
케이프 반도의 페이스만 해안에 있는 사이먼스 타운항은 남아프리카 해군의 주요 작전 기지다.

### 철도
쇼쇼로자 메일(Shosholoza Meyl)은 Spoornet의 여객철도 사업자로 케이프타운에서 킴벌리를 경유하여 요하네스버그를 오가는 2개의 장거리 여객철도와 킴벌리, 블룸폰테인, 피터마리츠버그를 경유하여 더반을 오가는 주간 운행 등을 운영하고 있다. 이 열차는 케이프타운역에서 종착하고 벨빌에서 잠시 정차한다. 케이프타운은 또한 5성급 로보스 레일뿐만 아니라 관광객을 중심으로 한 고급 블루 트레인(Blue Train)의 종착역이다.
메트로레일은 케이프타운과 주변 지역에 통근철도 서비스를 운영하고 있다. 메트로레일 네트워크는 케이프타운 교외와 외곽에 걸쳐 96개의 역으로 구성되어 있다.

### 도로
케이프타운은 3개의 국도의 기점다. N1과 N2는 도심 근처의 해안 지역에서 시작된다.
N1은 에지미드, 파로우, 벨빌, 브래켄펠 등을 거쳐 동북동 지역을 운행한다. 케이프타운과 내륙의 주요 도시, 즉 블룸폰테인, 요하네스버그, 프레토리아 등 내륙의 주요 도시를 연결한다. 더 오래된 도로인 R101은 벨빌에서 N1과 중복된다.

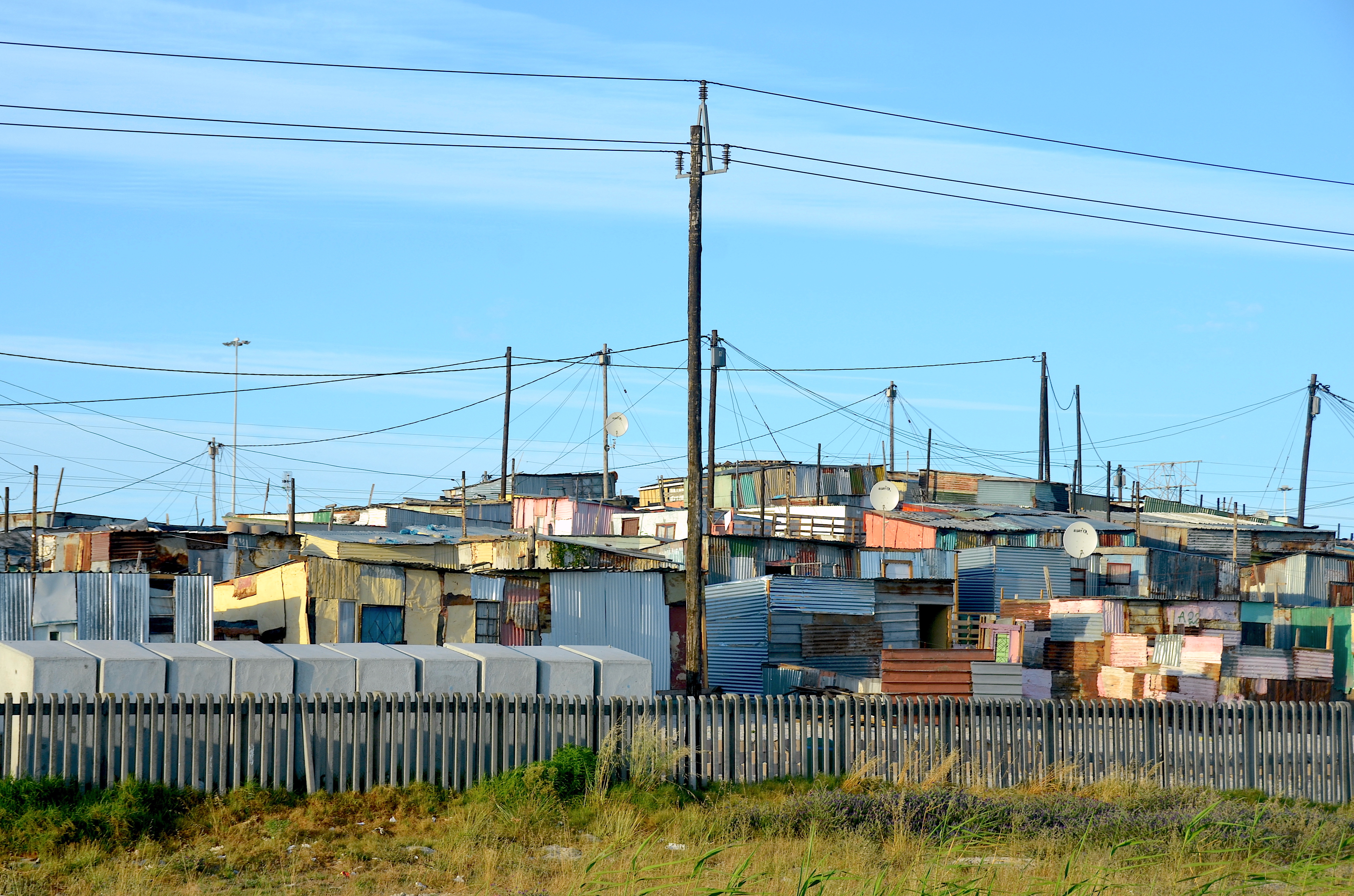
N2 인근 카옐리차의 마을 (2015년)

N2는 론데보슈, 후훌레투, 카옐리차, 마카사르를 거쳐 서머셋 웨스트까지 동남동 지역을 운행한다. N2는 케이프타운과 포트엘리자베스, 이스트런던, 더번 등의 해안도시를 연결하면서 해안을 따라 동쪽으로 계속된다. 더 오래된 도로인 R101은 처음에는 N1과 중복되다가 벨빌에서 남쪽으로 내려가서 쿠일스 강과 에르스테 강 교외를 거쳐 서머셋 웨스트의 N2에 합류한다.
N7은 에지미드 근처의 윙필드 인터체인지의 N1에서 시작된다. 처음에는 고속도로로 북쪽으로 가지만, M5(포츠담 로드)와의 교차로에서 이후로는 평면 도로가 된다. 이 도로는 케이프타운과 이북 마을 그리고 나미비아까지 연결한다.
케이프타운은 남아프리카공화국에서 최악의 교통혼잡을 겪고 있다.

### 버스
골든 애로우 버스는 케이프타운 대도시 지역에서 정기 버스 노선을 운영하고 있다. 몇몇 회사는 케이프타운에서 남아공의 다른 도시까지 장거리 버스를 운영하고 있다.

### 간선급행버스체계
케이프타운은 도시의 약 10%에 대중교통 시스템을 가지고 있으며, 시의 서쪽 해안선을 따라 남북으로 운행하는 IRT 시스템의 1단계를 구축하여, 이를 MyCiTi 서비스라 불리고 있다.
이 서비스는 전용 버스노선의 고층 굴절식 및 표준 크기 버스, N2 익스프레스 노선의 저층 굴절식 및 표준 크기 버스, 교외 및 도심 지역의 작은 9 m 옵티어(Optare) 버스를 사용한다. 높이별 탑승과 기타 다양한 조치를 통해 보편적인 접근을 제공하며, 마이커넥트(myconnect)라고 불리는 EMV 호환 스마트 카드 시스템을 사용하여 현금 없는 요금 지불이 필요하다. 운행 간격(즉, 같은 노선의 배차 간격)은 혼잡 시간에서 3분에서 20분까지이며, 한적한 비혼잡 시간에는 60분까지이다.

### 택시
케이프타운에는 미터 택시와 미니버스 택시의 두 종류가 있다. 많은 도시와 달리 미터 택시는 요금을 징수하기 위해 시내(다운타운)를 운전할 수 없으며, 대신 특정 장소로 호출해야 한다.
케이프타운 미터 택시는 대부분 시티볼(city bowl), 교외, 케이프타운 국제 공항 지역에서 운행된다. 택시 차량을 운영하는 대기업은 전화로 연락이 가능하며 택시 승차장과 빅토리아 & 알프레드 워터프런트에서 고용 하는 단일 사업자에 비해 가격이 저렴하다. 케이프타운에는 약 천대 가량의 미터 택시가 있다. 그 속도는 킬로미터당 R8에서 킬로미터당 약 R15까지 다양하다. 케이프타운의 대형 택시회사는 익사이트 택시(Excite Taxis), 카브넷(Cabnet), 인터캡(Intercab)이며 단일 사업자는 휴대폰으로 연락이 가능하다. 7개 좌석의 도요타 아반자는 대형 택시회사들에게 가장 인기가 많다. 미터 택시는 관광객들에 의해 주로 사용되며 미니버스 택시보다 사용하기에 더 안전하다.
미니버스 택시는 개인 차량을 구입할 여유가 없는 대다수 국민의 표준 교통 수준이다. 필수적이긴 하지만, 이 택시들은 종종 제대로 정비되지 않고 도로 주행에 적합하지 않은 경우가 많다. 이런 택시는 승객을 태우기 위해 예정에 없던 정차를 하는 경우가 많아 사고를 유발할 수 있다. 남아공 노동층의 교통수요가 높아지면서 미니버스 택시는 법정 승객 수당보다 더 많이 채워지는 경우가 많다.

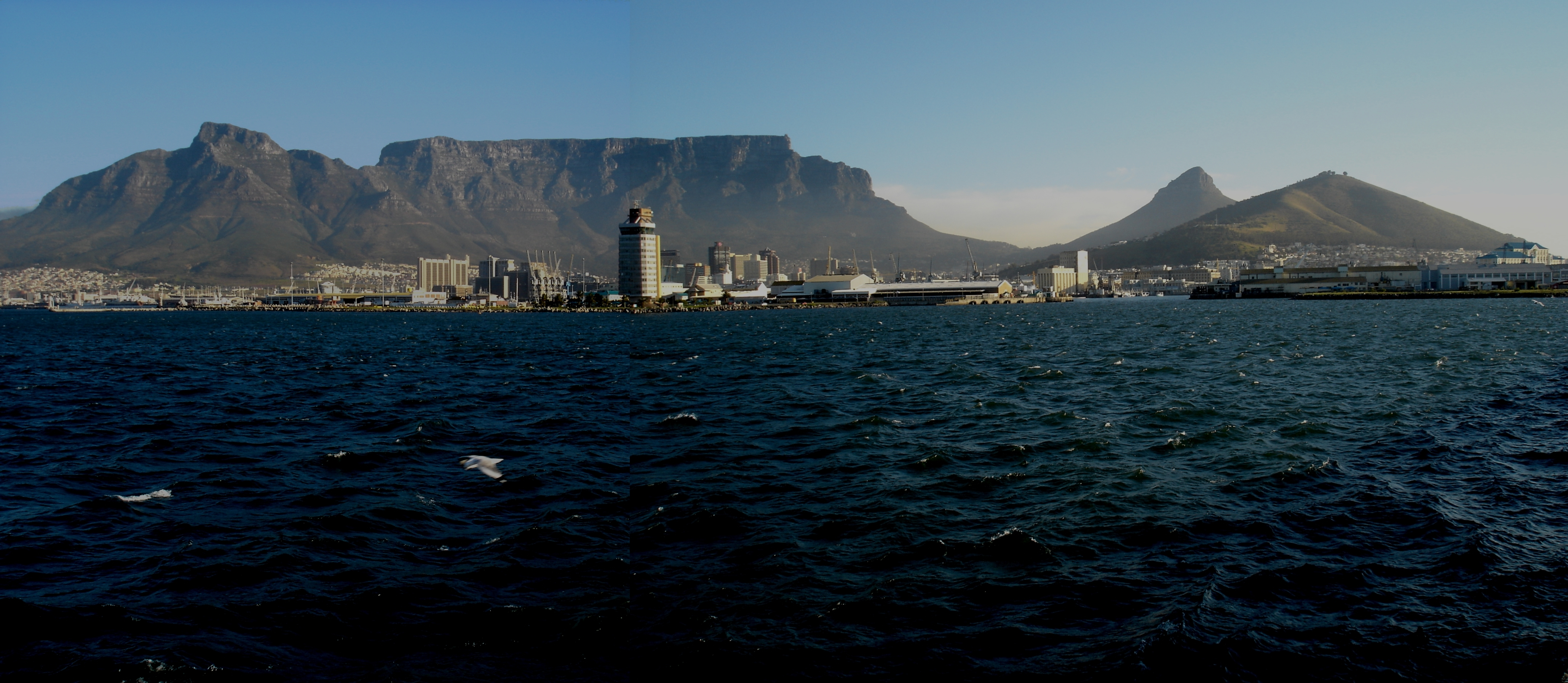
케이프타운항과 테이블산
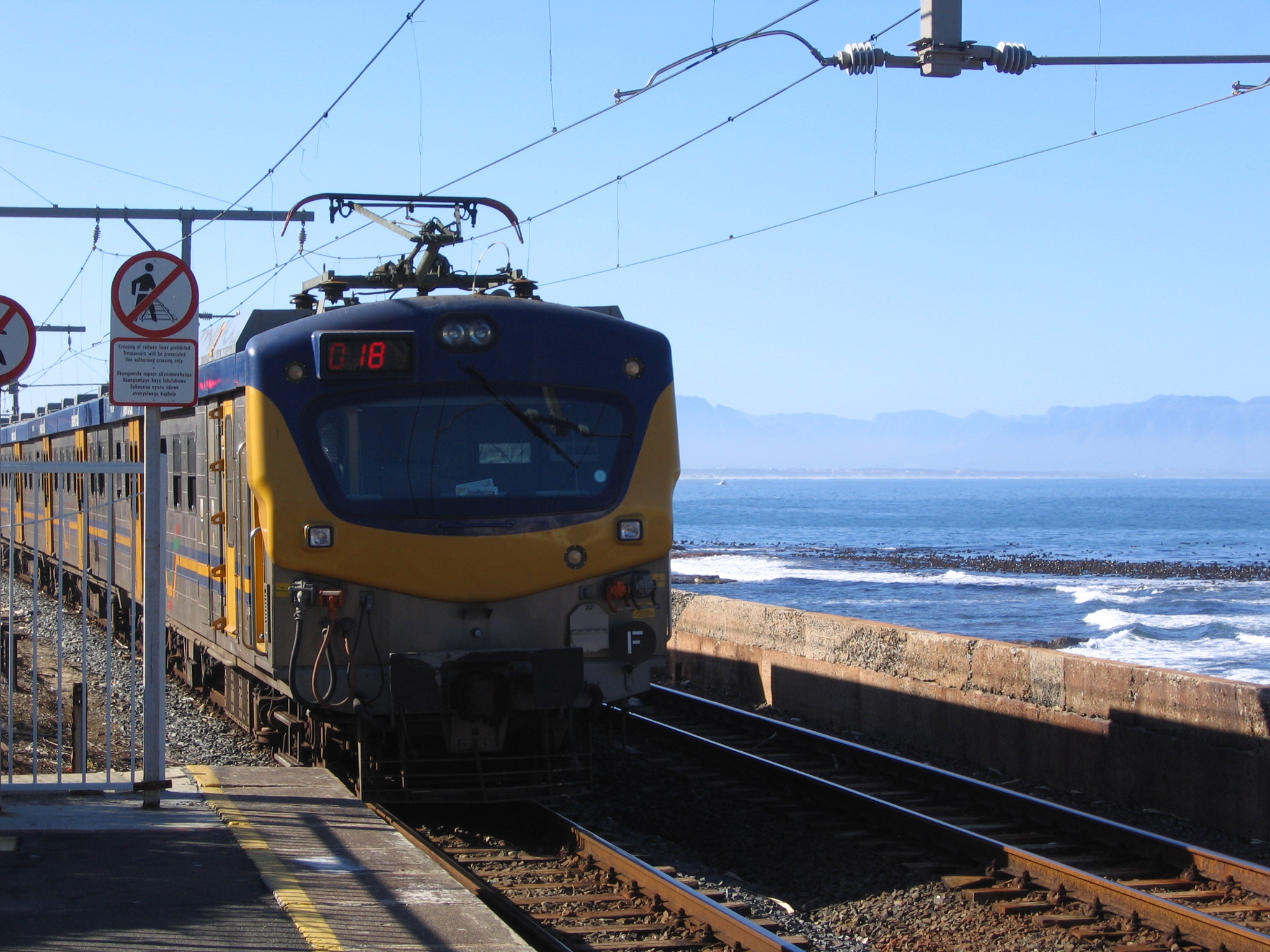
칼크베이역에 진입한 메트로레일 열차
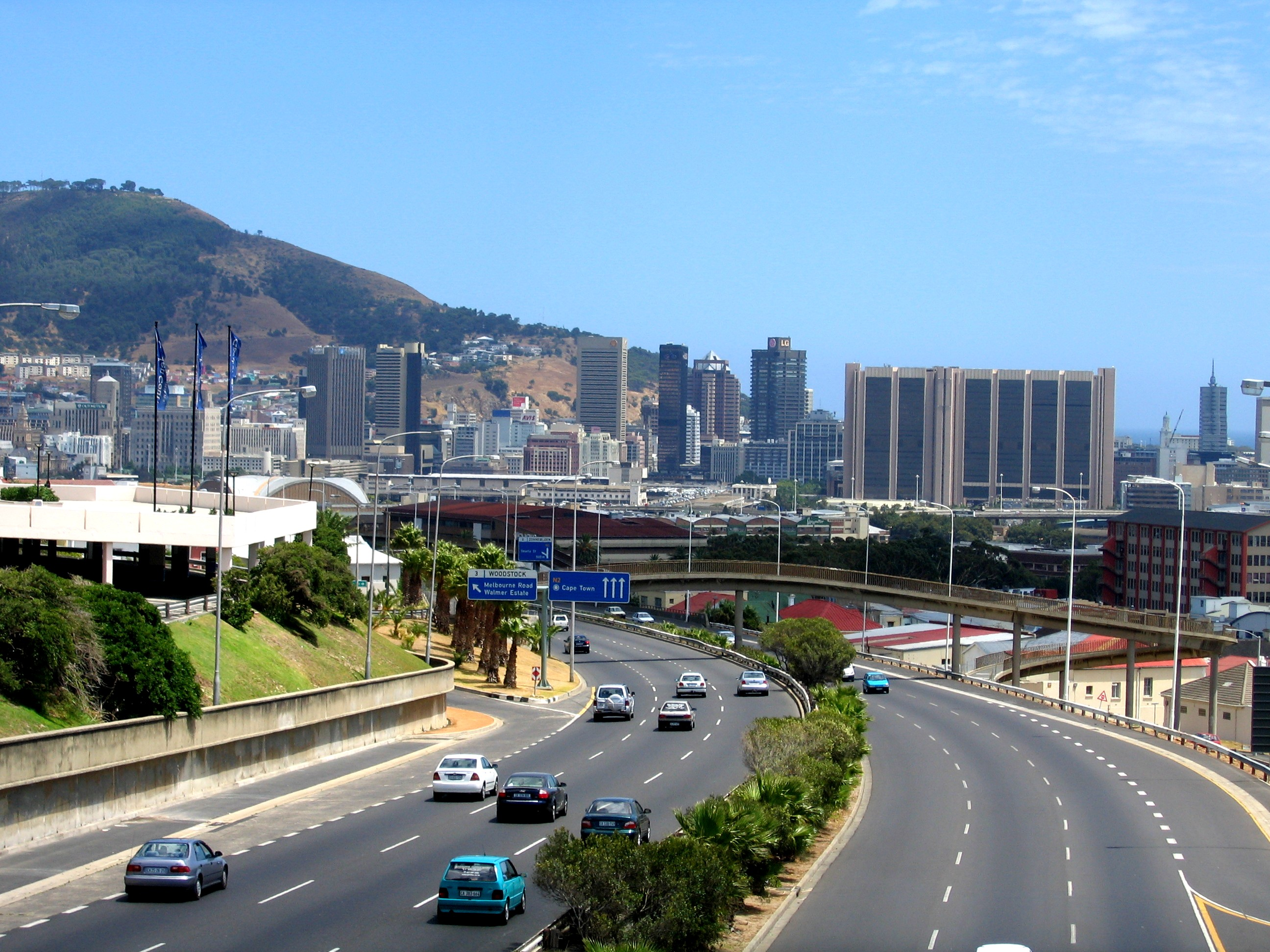
시티볼에 들어가는 N2 고속도로
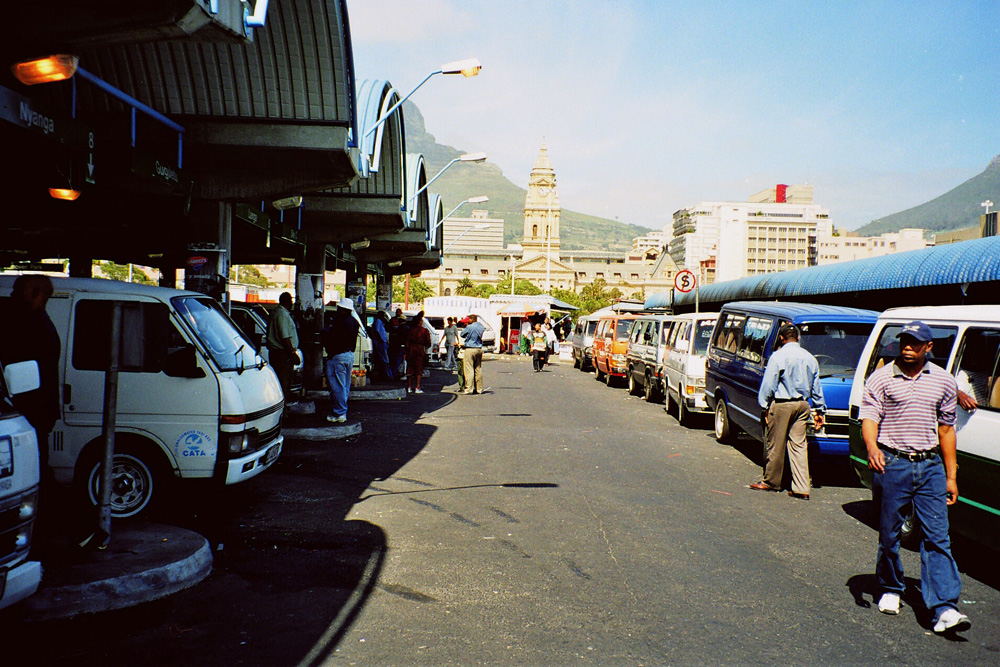
케이프타운역 앞 택시
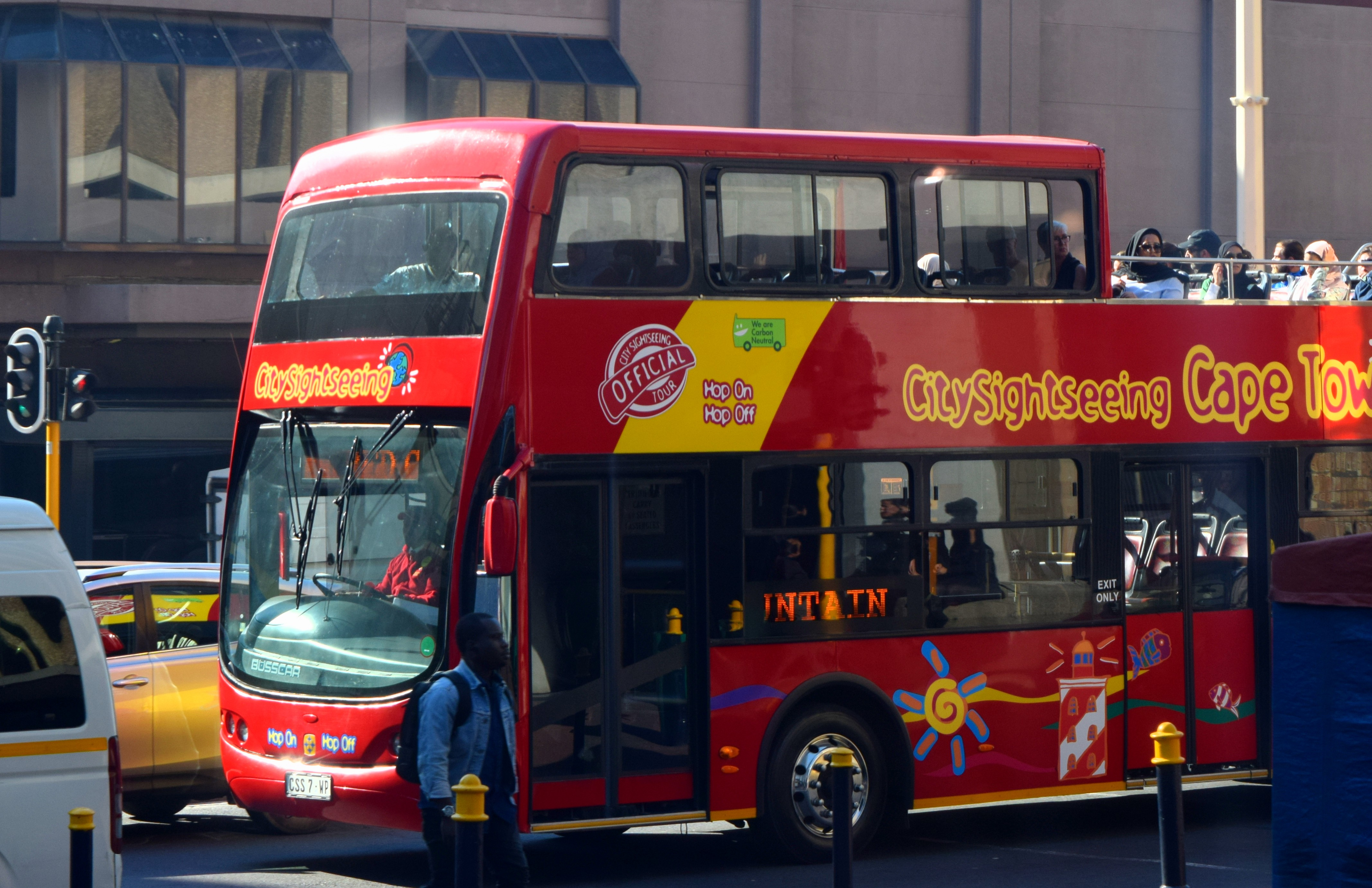
케이프타운 시티 관광 버스

## 관광

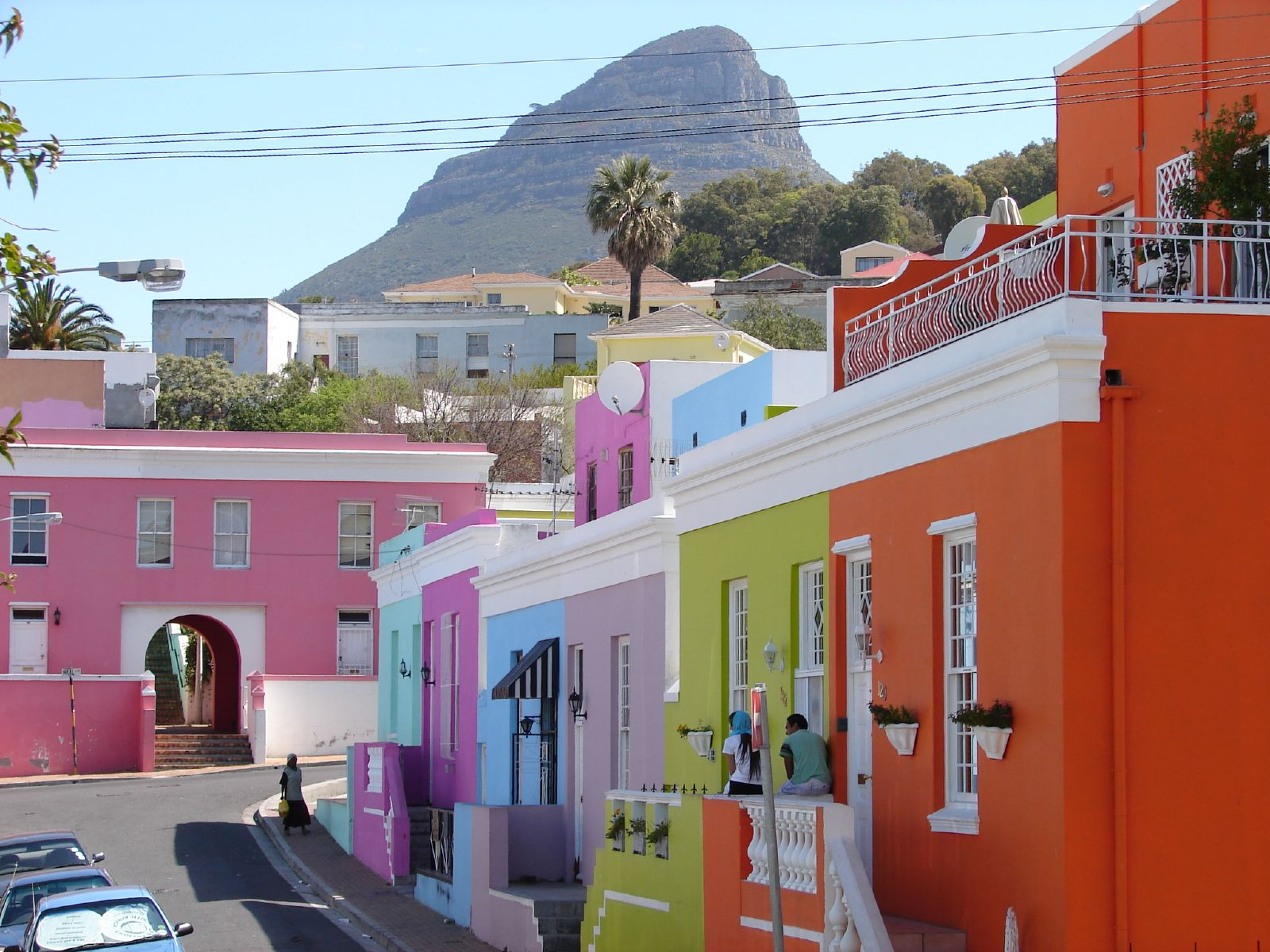
보캅
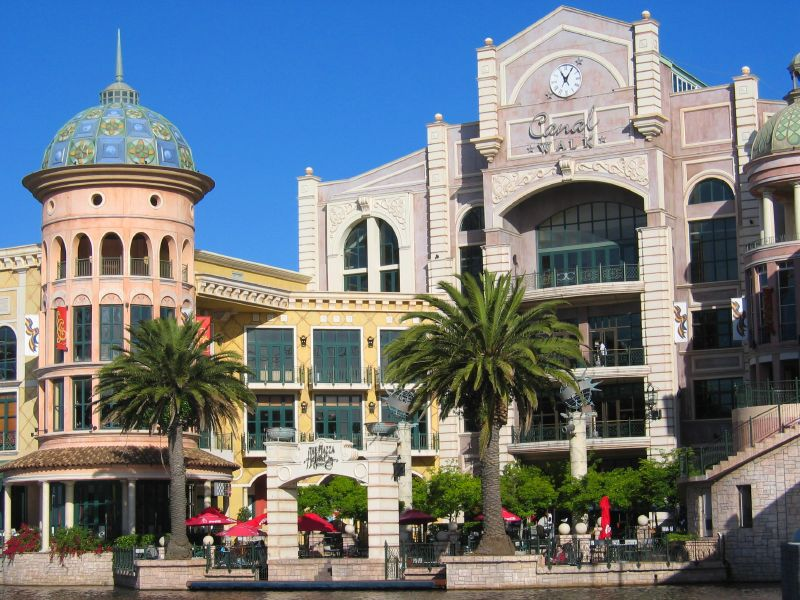
캐널 워크

자연 경관
- 테이블 마운틴
- 희망봉
- 로벤섬

건물
- 캐슬 오브 굿 호프
- 보캅

상업 시설
- 빅토리아 & 알프레드 워터프론트
- 캐널 워크

- 보캅
- 캐널 워크

## 교육
- 케이프타운 대학

## 스포츠
- 프리미어 사커 리그
  - 아약스 케이프타운 FC
- 럭비
  - 슈퍼 14

### 경기장
- 케이프타운 경기장 또는 그린 포인트 경기장 (FIFA 2010)
- 뉴랜즈 경기장
- 알트론 경기장
- 뉴랜즈 크리켓 그라운드

## 자매 도시
- 프랑스 니스
- 이스라엘 하이파